# Proson M1 (foguete)
O Proson M1, foi um foguetes de sondagem, de dois estágios, de origem Argentina, lançado pela primeira vez em 23 de agosto de 1963 de 
Chamical, província de Rioja.

## História
A partir de 1960, foram iniciados os estudos para desenvolvimento de foguetes de sondagem a combustível sólidopor parte do Instituto de Investigaciones 
Científicas y Técnicas de las Fuerzas Armadas Argentinas CITEFA. Entre essas pesquisas, a do Departamento de Investigación del Laboratorio de Armamento
resultou no foguete de sondagem meteorolóco Proson M1. Quatro protótipos desse modelo foram lançados entre 23 e 26 de agosto de 1963, para aferir o comportamento 
geral e a trajetória por meios óticos.

## Especificações
- Número de estágios: 2
- Massa total: 95,3 kg
- Altura: 3,13 m (1,55 m + 1,58)
- Diâmetro: 20 cm e 11 cm
- Carga útil: 5 kg